# Bobby Keys
Robert Henry 'Bobby' Keys (navnet skrives nogle gange Bobby Keyes; født 18. december 1943 i Slaton, Texas, død 2. december 2014) var en amerikansk saxofonist, der sammen med Jim Price og Jim Horn var nogle af de mest efterspurgte hornblæsere i 1970'erne. De optrådte på album med The Who, The Rolling Stones, George Harrison, Eric Clapton og Joe Cocker.
Keys var første gang på turne i en alder af 14 sammen med Bobby Vee og Buddy Holly. Keys var bedst kendt for at være den faste saxofonist for The Rolling Stones og medvirkede på alle album fra 1969 til 1973 og igen fra 1988 til nu. Han var kendt for at spille saxofonsoloen på hittet "Brown Sugar" fra 1971 samt for det verdensberømte klip af ham og Keith Richards, der smider et tv ud fra 10. etage under Rolling Stones' amerikanske turne i 1972, først vist i Cocksucker Blues, en koncertfilm fra 1972.

## Diskografi
Bobby Keys har medvirket på blandt andet følgende album:
- The Rolling Stones – Let It Bleed, Exile On Main St., Sticky Fingers, Goats Head Soup, Emotional Rescue, Stripped
- Joe Cocker – Mad Dogs and Englishmen
- George Harrison – All Things Must Pass
- John Lennon – Sometime In New York City, Walls and Bridges, Rock 'n' Roll
- Keith Richards – Talk Is Cheap, Live at the Hollywood Palladium
- Ringo Starr – Ringo, Goodnight Vienna
- Ron Wood – 1234, Gimme Some Neck, Mahoneys Last Stand
- B. B. King – B. B. King In London
- Barbra Streisand – Barbra Joan Streisand
- Carly Simon – No Secrets, Hotcakes
- Chuck Berry – Hail! Hail! Rock 'N' Roll
- Delaney, Bonnie & Friends – On Tour with Eric Clapton
- Donovan – Cosmic Wheels
- Dr. John – The Sun, Moon & Herbs
- Eric Clapton – Eric Clapton
- The Faces – Long Player
- Harry Nilsson – Nilsson Schmilsson, Pussy Cats
- Humble Pie – Rock On
- Joe Ely – Lord of the Highway
- John Hiatt – Beneath This Gruff Exterior
- Kate & Anna McGarrigle – Kate and Anna McGarrigle
- Keith Moon – Two Sides of the Moon
- Leo Sayer – Endless Flight
- Lynyrd Skynyrd – Second Helping
- Marvin Gaye – Let's Get It On (deluxe edition)
- Renée Geyer – Renée Geyer (Portrait)
- Sheryl Crow – The Globe Sessions
- The Crickets – Double Exposure
- Yoko Ono – Fly

1. ↑  Navnet er anført på engelsk og stammer fra Wikidata hvor navnet endnu ikke findes på dansk.